# Echthistus cognatus
Echthistus cognatus là một loài ruồi trong họ Asilidae. Echthistus cognatus được Loew miêu tả năm 1849. Loài này phân bố ở vùng Cổ Bắc giới.